# Vila Bittencourt
Vila Bittencourt es una localidad del estado brasileño de Amazonas, ubicada en la orilla oriental del río Caquetá (Japurá), el cual forma parte de la frontera entre Brasil y Colombia en este punto, hacia el lado colombiano se encuentra La Pedrera. Allí se encuentra una base de las Fuerzas Armadas de Brasil.